# تقسيم الدولة الأفشارية

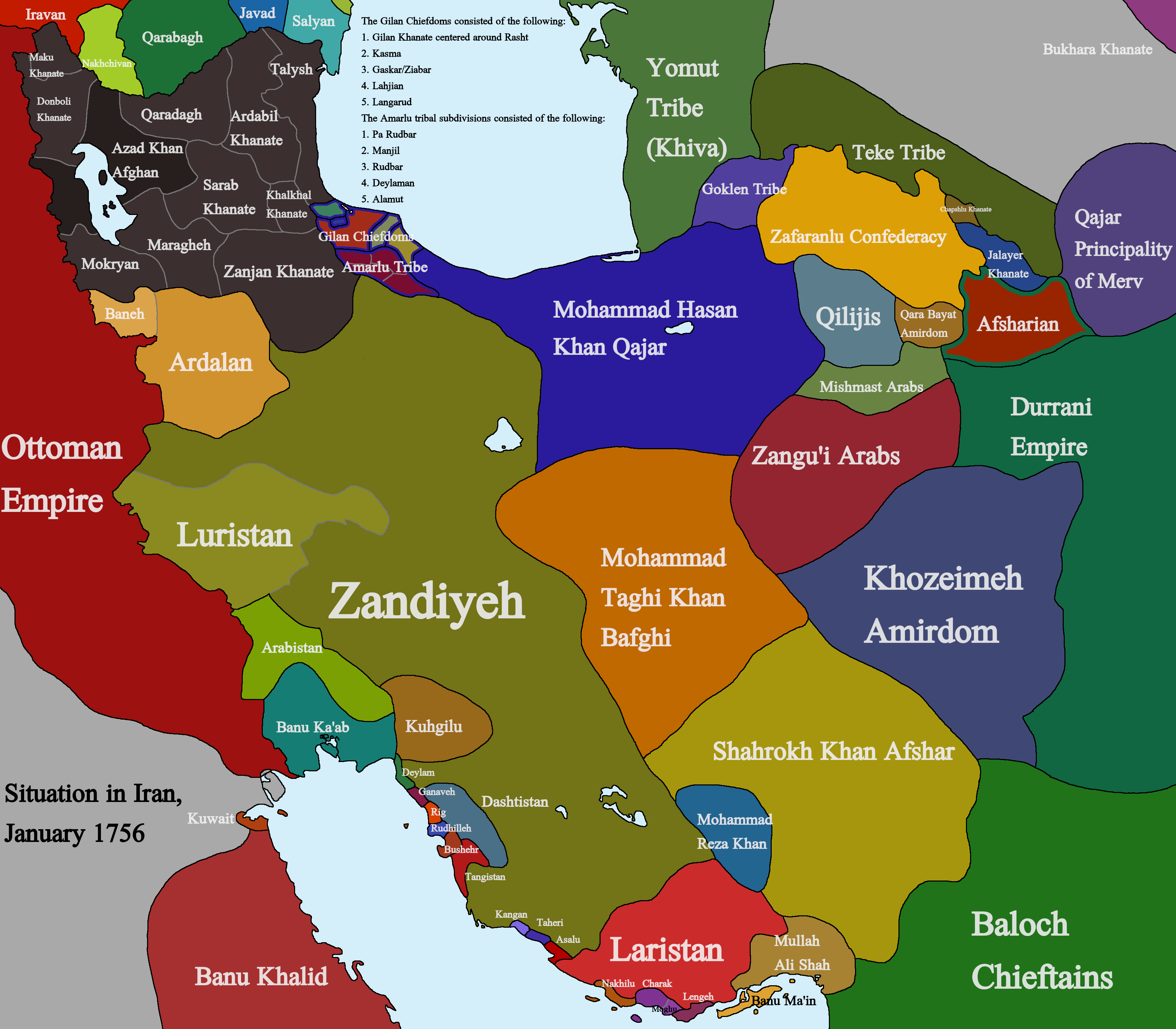
خريطة إيران بعد وفاة نادر شاه في يناير 1756

بعد اغتيال «نادر شاه» عام 1747 قام ابن أخيه «علي قولي»(والذي ربما كان متورطا في مؤامرة الاغتيال) بالاستيلاء علي العرش وأعطي لنفسه لقب «عادل شاه أي الملك العادل». كما أمر بقتل كل أبناء وأحفاد نادرشاه باستثناء «شاهرخ ميرزا» صاحب ال13 عاما وهو ابن رضا قولي. وفي نفس الوقت قام احمد شاه الدراني باعلان استقلال وتأسيس الدولة الدرانية. تم فقد الاقاليم الشرقية في هذه العملية وعرفت فيما بعد هذه الدولة باسم أفغانستان والتي هي الدولة الوليدة للدولة الدرانية.قام أتراك عثمانيون باسترجاع الاقاليم التي تم فقدانها في منطقة الاناضول الشرقية وبلاد الرافدين.أما الاقاليم الشمالية وهي أجزاء من إيران فقد كان لها مصيرا مختلفا.هرقل الثاني وتايموراز الثاني وبسبب ولائهم  قام نادر شاه بنفسه بتعيينهما ملكين لمملكتي كاخيتي وكارتلي تحديدا عام  1744 , قاما باستغلال عدم الاستقرار واعلان الاستقلال الفعلي. وقام هرقل الثاني بالاستيلاء علي مملكة كارتلي بعد وفاة تايموراز الثاني فتم توحيد المملكتين تحت اسم مملكة كارتلي-كاخيتي وأصبح أول حاكم جورجي بعد 3 قرون يترأس حكم جورجيا الشرقية الموحدة سياسيا. وتمكن من الحفاظ علي الاستقلال الكامل خلال فترة الدولة الزندية  بسبب التحول المحموم للأحداث في الأراضي الإيرانية. وتمكنت إيران خلال الفترة الناجحة للدولة القاجرية من استعادة الأراضي الإيرانية في مناطف جورجيا والتي تم فقدانها فقدانا لا رجعة فيه خلال القرن ال19 لصالح الإمبراطورية الروسية المجاورة بسبب الحروب الروسية الفارسية.في نفس الفترة نجح«ازاد خان افغان» (والذي كان عضوا في جيش نادر شاه وشارك في الحملة علي الهند) من السيطرة علي الأراضي الواقعة بين نهر آراس وبحيرة أرومية بحلول عام 1750. لاحقا سعي«ازاد خان افغان» للاستيلاء علي اصفهان وشيراز قبل ان يخسر كل أقاليم حكمه لصالح «كريم خان» بحلول عام 1758.عادت قبائل البختيارية والزندية لمواطنهم الاصلية وحدثت نزاعات بين أمراء الحرب علي السيطرة علي غرب إيران. كانت أبشرون والأقاليم المجاورة لها تحت سيطرة خانات باكو فيما كان خانات الافار يسيطرون علي فيما يعرف الآن جمهورية داغستان.ان هذه الاقاليم والتي تمتد علي طول جورجيا الشرقية تمت استعادتها بواسطة إيران قبل ان يتم فقدها في القرن ال19 خلال الحربين الروسية الفارسية لصالح الإمبراطورية الروسية. واستغل شيوخ العرب المختلفون علي ساحل إيران غياب سيطرة الحكومة المركزية لاعلان استقلال دولهم. كان أبرز المتنافسين مير موحنا حاكم بندرريق والشيخ ناصر الأول حاكم بوشهر وشيوخ قبيلة بنو معين حاكمي قشم (جزيرة) وجزيرة هرمز وعرب بنوحوالة الذين حكموا الاقاليم الممتدة بين بندر كنغان وبندر لنجة. وفي النهاية استعاد كل من عمان وخانات أوزبكستان الذين يحكمون بخاري وخيوة استقلالهم.تمكنت السلالة الافشارية من الاستمرار وحكم اجزاء من خراسان واتخذوا من مشهد عاصمة لهم. ومع الانتشار السريع للدولة الزندية سمح كريم خان للافشاريون ان يحكموا خراسان احتراما لنادر شاه. ولكن انتهي هذا مع استيلاء القاجار علي العرش.

## قائمة لبعض الدول التي خلفت الإمبراطورية الأفشارية
- الدولة الزندية
- الدولة الدرانية
- مملكة كارتلي-كاخيتي
- ميش مست العامرية